# Pál Adámi
Dans le nom hongrois Adámi Pál, le nom de famille précède le prénom, mais cet article utilise l’ordre habituel en français Pál Adámi, où le prénom précède le nom.
Pour les articles homonymes, voir Adami.
Pál Adámi ou Paul Adámi (en hongrois : Adámi Pál, en slovaque Pavol Adami), né à Bellus le 9 juillet 1739 et mort à Vienne le 21 septembre 1795, est un scientifique, médecin, zoologiste et vétérinaire hongrois.

## Biographie
Docteur en médecine en 1766, il est nommé vétérinaire royal en Croatie lors de la peste bovine qui sévit alors en Styrie. Il est professeur à la faculté vétérinaire de l'Université de Vienne de 1775 à sa mort.
Considéré comme l'un des pionniers de la médecine vétérinaire, il a été l'un des premiers à répertorier les maladies infectieuses chez les animaux.
Il est le frère de Mihály Adami (hu), moine jésuite et linguiste hongrois.

## Œuvres
- Hydrographia comitatus Trencsinensis, Vienne, 1766 ; réédité sous le titre Specimen hydrographiae Hungaricae, Vienne, 1780
- Beiträge zur Geschichte der Viehseuchen in den k. k. Erbländern, Vienne, 1781.
- Untersuchung und Geschichte der Viehseuchen in den k. k. Erbländern, Vienne, 1782.
- Bibliotheca Loimica, Vienne, 1784.
- Reflexiones pathologicae super chronologicam pestium onmis aevi memorians, Vienne, 1784.
- Vorsichten und Mittel wider die Viehseuche, Vienne, 1800.

## Sources
- József Szinnyei: Magyar írók élete és munkái I. (Aachs–Bzenszki). Budapest: Hornyánszky. 1891
- Malý Slovenský Biografický Slovník ("Petit dictionnaire biographique slovaque"). Hlavný redaktor Vladimír Mináč. Martin, Matica slovenská, 1982.